# Enypia griseata
Enypia griseata là một loài bướm đêm trong họ Geometridae.